# اریک وویار
اریک وویار (فرانسوی: Éric Vuillard‎؛ زادهٔ ۴ مهٔ ۱۹۶۸) یک کارگردان فیلم، فیلم‌نامه‌نویس و نویسنده اهل فرانسه است.
او دو فیلم بلند ساخته‌است: «مرد متحرک» و «ماتئو فالکن»، که فیلم اخیر بر پایهٔ داستانی از پروسپر مریمه است.
وی در سال ۲۰۱۷ میلادی برندهٔ جایزه گنکور شد.